# Fustignac
Fustignac (okzitanisch: Hustinhac) ist eine französische Gemeinde mit 71 Einwohnern (Stand: 1. Januar 2022) im Département Haute-Garonne und der Region Okzitanien (vor 2016 Midi-Pyrénées). Sie gehört zum Arrondissement Muret und zum Kanton Cazères. Die Bewohner werden Fustignacais genannt.

## Geographie
Fustignac liegt etwa 62 Kilometer südwestlich von Toulouse. Umgeben wird Fustignac von den Nachbargemeinden Lussan-Adeilhac im Westen und Norden, Castelnau-Picampeau im Osten, Montoussin im Südosten sowie Montégut-Bourjac im Süden.

## Bevölkerungsentwicklung
| Jahr                       | 1962 | 1968 | 1975 | 1982 | 1990 | 1999 | 2006 | 2013 | 2020 |
| Einwohner                  | 72   | 72   | 86   | 61   | 57   | 54   | 70   | 79   | 82   |
| Quellen: Cassini und INSEE |      |      |      |      |      |      |      |      |      |

## Sehenswürdigkeiten
- Kirche Saint-Antoine

## Persönlichkeiten
- Jean-Marie Marcelin Gilibert (1839–1923), Begründer der kolumbianischen Polizei